# Never for Ever
| Recensione | Giudizio |
| ---------- | -------- |
| AllMusic   | [ 3 ]    |

Never for Ever è il terzo album in studio della cantante britannica Kate Bush, pubblicato il 7 settembre 1980.

## Descrizione
Pubblicato nel settembre del 1980, seppure molto simile agli album precedenti ha un sound particolare, conferito da un maggior uso di effetti sonori ricercati e prodotti elettronicamente, date le tendenze degli anni ottanta. Violin ad esempio fa un uso massiccio di chitarre elettriche, tanto da essere una canzone tipicamente rock.
Famosissimi sono rimasti i singoli Babooshka, che raggiunse i vertici delle classifiche in tutto il mondo, Italia compresa, Army Dreamers (sulla guerra), Breathing (sui disastri che provoca la guerra e l'uso sconsiderato dell'atomo). La canzone The Infant Kiss (che parla di un amore assurdo tra una donna adulta e un bambino) è ispirata a Il giro di vite in inglese The Turn of the Screw di Henry James. Sono stati realizzati oltre agli speciali i video di Breathing, Delius, Egypt, Army Dreamers, Babooskha e The Wedding List.

## Tracce
1. Babooshka – 3:28
2. Delius (Song of Summer) – 2:51
3. Blow Away (For Bill) – 3:33
4. All We Ever Look For – 3:42
5. Egypt – 4:10
6. The Wedding List – 4:15
7. Violin – 3:15
8. The Infant Kiss – 2:50
9. Night Scented Stock – 0:51
10. Army Dreamers – 2:55
11. Breathing – 5:29

## Classifiche
| Classifica (1980) | Posizione massima |
| ----------------- | ----------------- |
| Australia         | 7                 |
| Canada            | 44                |
| Francia           | 1                 |
| Germania Ovest    | 5                 |
| Giappone          | 40                |
| Israele           | 5                 |
| Norvegia          | 2                 |
| Nuova Zelanda     | 31                |
| Paesi Bassi       | 4                 |
| Regno Unito       | 1                 |
| Svezia            | 16                |